# Hortipes irimus
Hortipes irimus là một loài nhện trong họ Corinnidae.
Loài này thuộc chi Hortipes. Hortipes irimus được miêu tả năm 2000 bởi Bosselaers & Rudy Jocqué.